# 广州海珠城广场工地塌陷事故
广州海珠城广场工地塌陷事故发生于2005年7月21日。当天，位于广东省广州市海珠区江南大道中海珠城广场工地发生塌陷，造成附近海员宾馆大面积倒塌，并导致附近建筑物不同程度损坏。事故造成3人死亡，3人受伤。

## 事发经过
2005年7月21日中午12时（UTC+8时），位于广东省广州市海珠区江南大道中海珠城广场工地基坑南端约100米长挡土墙发生倒塌，造成一段6米长的水泥路面下陷，同时造成位于工地旁的砖木结构平房倒塌，以及附近的海员宾馆以及江南大道中196-202号居民楼结构受影响，其中海員賓館以及江南大道中196号海运宿舍1栋受损严重。附近合共160户居民被撤走。导致5人被困。事故发生后，广州地铁二号线中大站至市二宫站区段双向在2005年7月21日下午2时40分起停止运营 , 导致二号线停运23小时58分钟。
另一方面，警方封锁江南西路双向路面。另外广州市公安局派出40多名消防员以及其他警种人员330多名参与营救。并于当日下午4时救出3人。
7月22日凌晨1时45分，海员宾馆北樓南侧发生倒塌，并引起大火。广州市公安局消防支局于凌晨2时30分派出5辆指挥车以及25辆消防车前往救災，凌晨5时48分，大火被扑灭。下午2时38分，已停运23小时58分钟的广州地铁二号线中大站至市二宫站区段恢复运营，区段限速15公里。7月24日凌晨4时，海员宾馆发生小面积坍塌。7月25日下午3时，以防宾馆再次倒塌，搜救工作暂停。7月26日凌晨4时57分，最后一名遇难者尸体被挖出。事故中共造成3人死亡，3人受伤。

## 事后处理
事故发生后，造成海员宾馆北楼部分倒塌，未倒塌部分楼顶向北倾斜28厘米；另外，江南大道中196号海运宿舍1栋居民楼因事故影响地基悬空，并出现墙体倾斜以及断裂，有两根基柱断裂，东北角水平下沉6厘米。最后广州市人民政府决定，将海员宾馆北楼作爆破拆除处理，委托广东宏大爆破工程有限公司（廣東宏大爆破股份有限公司前身，深交所：002683）负责工程。爆破使用毫秒延时爆破技术，预计使用13公斤炸药，从海员宾馆北楼西北角起爆，从西往东、从南向北方向实施爆破，最后整座大楼倒入海珠城广场工地基坑之中，过程需时两秒 。2005年7月27日，广州市海员宾馆爆破指挥部成立。8月3日，爆破安装工程动工，并决定于8月8日下午3时实施爆破。但在当日，因为有市民爬入爆破禁区内观看爆破，爆破延迟1分钟。最后爆破于下午3时01分顺利完成，共使用18公斤炸药，安装在554个爆炸点作定向爆破，用时两秒，震荡小于每秒2厘米。爆破并没有对海员宾馆无倒塌部分以及附近居民楼结构造成任何影响。而被封锁居民楼已从7月27日起陆续解封。而海运宿舍1栋虽然受损严重，但经过加固后可供继续使用。

## 事后调查
经初步调查，海珠城广场建设工程建设单位是广州市南谊房地产开发有限公司，基坑支护施工由广东省机施公司负责，基坑底板及主体工程施工承包由汕头建安实业（集团）有限公司负责，工程设计单位是广州承总设计院。工地在事故发生时，正进行地下室底板施工，在7月21日下午12时，位于基坑南边支护结构倒塌，位于东南角的斜撑脱落。支护结构倒塌范围为104.55延米，面积约2007平方米，南面海员宾馆的基础桩折断滑落，住宅楼基桩近基坑面外露并发生变形，并导致海员宾馆北楼在7月22日的倒塌。而在上报设计方案时，广州市建设科技委员会已提出，基坑深度达16.2米，超过安全标准，要求建造单位作出修改，然而在实际施工时施工单位并没有理会，更加挖4.1米，使基坑深度加深至20.3米，造成支护桩失去功用；另一方面，根据相关规定，基坑支护结构安全期为1年，而工地早在2002年10月31日起開始基坑方面的施工，已经超过有效期；再且，基坑边缘在施工时有多部机械运作，重达140吨，严重超载，导致基坑滑坡，引起事故。2005年9月12日，广州市政府常务会议通过《海珠城广场“7·21”重大安全事故调查报告书》，对涉嫌的广州市南谊房地产开发有限公司、广东省机施公司等7家工程公司及20名责任人作出行政处罚及处分，对于工程监管的14名执法人员作出降级或降级以下的处分并作出检讨。7家公司合共罰款280.38萬人民幣。